# PAEE
PAEE quiere decir Primera Aventura Experimental y Extraña, y es una aventura conversacional (aunque siendo estrictos podría catalogarse más concretamente como aventura de texto por menús o libro juego) creada por Enrique D. Bosch, para un concurso del Club de Aventuras AD.
PAEE es compilable para una variedad muy grande de arquitecturas y sistemas operativos, y ha sido reescrita en muchos lenguajes de programación, todo ello mediante la contribución desinteresada de decenas de personas. La web del proyecto alberga una colección de binarios y código fuente preparados para un gran número de plataformas.
La licencia del código permite la libre distribución y modificación, pero el texto original del juego no puede ser alterado.
PAEE es jugable también a través de IRC vía rebot.